# Joseph Crehan

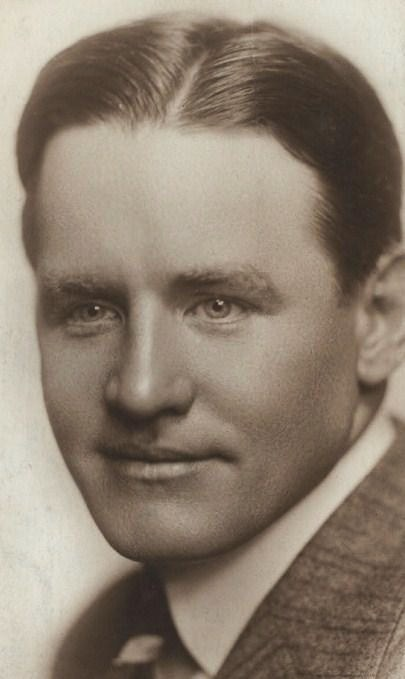
Joseph Crehan (1920)

Joseph Crehan (* 15. Juli 1883 in Baltimore, Maryland als Joseph A. Creaghan; † 15. April 1966 in Hollywood, Kalifornien) war ein US-amerikanischer Schauspieler.

## Leben und Karriere
Während seiner Zeit am Calvert Hall College wirkte Crehan erstmals an einem Theaterstück mit. Auf Wunsch seiner Eltern studierte er zunächst Jura am Kent College of Law, doch das Interesse an der Schauspielerei war stärker. Er begann seine professionelle Schauspielkarriere im Jahr 1905 beim Theater und wirkte zwischen den Jahren 1914 und 1933 auch an einigen Broadway-Produktionen mit. Zwar hatte Crehan seinen ersten Film bereits 1916 gedreht, doch erst 1933 zog er nach Hollywood und machte das Filmgeschäft zu seiner Hauptarbeitsstelle.
Im Laufe seiner Filmkarriere war Crehan in über 300 Spielfilmen sowie in Dutzenden Fernsehserien zu sehen. Er spielte Nebenrollen von überwiegend kleineren bis mittleren, gelegentlich aber auch größeren Umfangs. Über viele Jahre stand er bei Warner Brothers unter Vertrag und spielte neben deren großen Stars, etwa Edward G. Robinson in Wem gehört die Stadt? (1935) und Kid Galahad – Mit harten Fäusten (1937), Paul Muni bei In blinder Wut (1935), Kay Francis bei Stranded (1936) und James Cagney bei Die wilden Zwanziger (1939). Seine Paraderolle war der Bürgerkriegsgeneral und spätere US-Präsident Ulysses S. Grant, den er in acht Kinofilmen spielte, darunter Cecil B. DeMilles Westernepos Union Pacific (1939) und die Errol-Flynn-Filme Sein letztes Kommando (1941) und Der Herr der Silberminen (1948). Außerdem spielte er Grant noch einmal im Fernsehen in der Jane Wyman Show. Der eher kleine, etwas väterlich wirkende Charakterdarsteller wurde ansonsten vor allem auf autoritative Rollen besetzt, etwa als Kleinstadt-Bürgermeister, Richter oder Polizeichef. Als seine persönliche Lieblingsrolle bezeichnete Crehan die eines Zeitungs-Chefredakteurs in der Komödie Die Frau auf Seite 1 mit Bette Davis aus dem Jahr 1935.
In den 1950er-Jahren begann Crehan auch als Fernsehschauspieler zu wirken. Nach eigenen Angaben machte ihm sein erster Fernsehauftritt nervös, da er fast zwei Jahrzehnte nicht mehr in einem Stück aufgetreten war und damals Fernsehproduktionen noch live aufgezeichnet wurden. 1954 erklärte Crehan in einem Interview, nicht an Ruhestand zu denken, da er „nicht in der Ecke setzen und auf den Tod warten“ wolle. Der Wunsch lange zu arbeiten wurde ihm erfüllt, im Jahr vor seinem Tod erschienen noch drei Filme unter seiner Mitwirkung in kleineren Rollen. Crehan starb im Alter von 82 Jahren an einem Schlaganfall und hinterließ seine Ehefrau Dorothy, mit der er seit 1933 verheiratet war, und einem Sohn namens Phil. Er liegt bestattet auf dem San Fernando Mission Cemetery in Los Angeles.

## Filmografie (Auswahl)
- 1916: Under Two Flags
- 1931: Die Flucht vor dem Kerker (Stolen Heaven)
- 1933: Der Boß ist eine schöne Frau (Female)
- 1933: Die Marx Brothers im Krieg (Duck Soup)
- 1933: Havana Widows
- 1934: Es geschah in einer Nacht (It Happened One Night)
- 1934: Ein feiner Herr (Jimmy the Gent)
- 1934: Here Comes the Navy
- 1934: Der Schrecken der Rennbahn (6 Day Bike Rider)
- 1934: 1929 – Manhattan N.Y. (Gentlemen Are Born)
- 1935: In blinder Wut (Black Fury)
- 1935: Go Into Your Dance
- 1935: Öl für die Lampen Chinas (Oil for the Lamps of China)
- 1935: Alibi Ike
- 1935: Stranded
- 1935: Frisco Kid
- 1935: Die Frau auf Seite 1 (Front Page Woman)
- 1935: Im Scheinwerferlicht (Bright Lights)
- 1935: The Case of the Lucky Legs
- 1936: Wem gehört die Stadt? (Bullets or Ballots)
- 1936: Ein rastloses Leben (Anthony Adverse)
- 1936: China Clipper
- 1936: Favorit auf allen Bahnen (Down the Stretch)
- 1936: Kain und Mabel (Cain and Mabel)
- 1936: Gold Diggers of 1937
- 1937: Fluß der Wahrheit (God’s Country and the Woman)
- 1937: Geheimbund Schwarze Legion (Black Legion)
- 1937: Assistenzarzt Dr. Steven Brace (Once a Doctor)
- 1937: Kid Galahad – Mit harten Fäusten (Kid Galahad)
- 1937: Unter vier Augen (This Is My Affair)
- 1937: Girls Can Play
- 1937: Die große Stadt (Big City)
- 1937: The Case of the Stuttering Bishop
- 1938: Die Eiskönigin (Happy Landing)
- 1938: The Goldwyn Follies
- 1938: Blaubarts achte Frau (Bluebeard’s Eighth Wife)
- 1938: Alexander’s Ragtime Band
- 1938: Liebe zu viert (Four’s a Crowd)
- 1938: Zu heiß zum Anfassen (Too Hot to Handle)
- 1938: Drei Schwestern aus Montana (The Sisters)
- 1938: Auf verbotenen Wegen (Ride a Crooked Mile)
- 1939: Herr des wilden Westens (Dodge City)
- 1939: Union Pacific
- 1939: Stanley und Livingstone (Stanley and Livingstone)
- 1939: Musik ist unsere Welt (Babes in Arms)
- 1939: Damals in Hollywood (Hollywood Cavalcade)
- 1939: Die wilden Zwanziger (The Roaring Twenties)
- 1939: Das zweite Leben des Dr. X (The Return of Doctor X)
- 1939: Ihr seid nicht allein (We Are Not Alone)
- 1939: Geronimo, die Geißel der Prärie (Geronimo)
- 1939: Zwölf Monate Bewährungsfrist (Invisible Stripes)
- 1940: Music in My Heart
- 1940: The Green Hornet
- 1940: Broadway Melodie 1940 (Broadway Melody of 1940)
- 1940: Orchid, der Gangsterbruder (Brother Orchid)
- 1940: Im Taumel der Weltstadt (City for Conquest)
- 1940: Land der Gottlosen (Santa Fe Trail)
- 1941: Seitenstraße (Back Street)
- 1941: Andy Hardy’s Private Secretary
- 1941: Love Crazy
- 1941: Blüten im Staub (Blossoms in the Dust)
- 1941: Urlaub vom Himmel (Here Comes Mr. Jordan)
- 1941: Herzen in Flammen (Manpower)
- 1941: Life Begins for Andy Hardy
- 1941: Flucht nach Texas (Texas)
- 1941: Sein letztes Kommando (They Died with Their Boots On)
- 1942: Der wilde Bill (Wild Bill Hickok Rides)
- 1942: To the Shores of Tripoli
- 1942: The Courtship of Andy Hardy
- 1942: Die fröhliche Gauner GmbH (Larceny, Inc.)
- 1942: Die Gaylords (The Gay Sisters)
- 1942: Der freche Kavalier (Gentleman Jim)
- 1942: Gespensterjagd in Dixie (Whistling in Dixie)
- 1943: Neun Kinder und kein Vater (The Amazing Mrs. Holliday)
- 1943: Botschafter in Moskau (Mission to Moscow)
- 1943: Abbott und Costello auf Glatteis (Hit the Ice)
- 1943: Johnny Come Lately
- 1943: Das zweite Gesicht (Flesh and Fantasy)
- 1943: Liebeslied der Wüste (The Desert Song)
- 1943: To the People of the United States (Dokumentar-Kurzfilm)
- 1943: Eine Frau für den Marshall (The Woman of the Town)
- 1944: Zeuge gesucht (Phantom Lady)
- 1944: Die Abenteuer Mark Twains (The Adventures of Mark Twain)
- 1944: Weihnachtsurlaub (Christmas Holiday)
- 1944: An American Romance
- 1944: Der dünne Mann kehrt heim (The Thin Man Goes Home)
- 1945: Hilfe, ich bin Millionär (Brewster’s Millions)
- 1945: Die Dame im Zug (Lady on a Train)
- 1945: Broadway Melodie 1950 (Ziegfeld Follies)
- 1945: Dick Tracy
- 1945: Mann ohne Herz (Adventure)
- 1946: Der Mann aus Virginia (The Virginian)
- 1946: Eine Falle für den Banditen (Bad Bascomb)
- 1946: Tote schlafen fest (The Big Sleep)
- 1946: Karten, Kugeln, Banditen (Plainsman and the Lady)
- 1946: Sumpf des Grauens (Swamp Fire)
- 1946: Charlie Chan – Gefährliches Geld (Dangerous Money)
- 1946: Die wunderbare Puppe (Magnificent Doll)
- 1947: Endlos ist die Prärie (The Sea of Grass)
- 1947: Monsieur Verdoux – Der Frauenmörder von Paris (Monsieur Verdoux)
- 1947: Eine Welt zu Füßen (The Foxes of Harrow)
- 1947: Killer McCoy
- 1947: Dick Tracy Meets Gruesome
- 1947: Louisiana
- 1948: Blut und Gold (Relentless)
- 1948: Dr. Johnsons Heimkehr (Homecoming)
- 1948: Der Herr der Silberminen (Silver River)
- 1948: Die rauhen Reiter der furchtlosen Legion (The Gallant Legion)
- 1948: Der beste Mann der Stadt (Good Sam)
- 1948: The Babe Ruth Story
- 1948: Blondie’s Secret
- 1949: Die Goldräuber von Tombstone (Bad Men of Tombstone)
- 1949: Die China-Mission (State Department: File 649)
- 1949: Überfall auf Expreß 44 (The Last Bandit)
- 1949: Rache im Ring (Ringside)
- 1949: Malaya
- 1949: Dancing in the Dark
- 1949: Hände hoch, Old Boy! (Red Desert)
- 1949–1957: The Lone Ranger (Fernsehserie, 4 Folgen)
- 1950: Gefährliche Leidenschaft (Gun Crazy)
- 1950: Seine Frau hilft Geld verdienen (The Fuller Brush Girl)
- 1950: Unter Einsatz des Lebens (Southside 1-1000)
- 1950: Brustbild, bitte! (Watch the Birdie)
- 1952: Die Maske runter (Deadline – U.S.A.)
- 1953: Crazylegs
- 1953: Der Cowboy von San Antone (San Antone)
- 1954: Die Autofalle von Las Vegas (Highway Dragnet)
- 1955: I Love Lucy (Fernsehserie, Folge 5x05)
- 1957–1963: Perry Mason (Fernsehserie, 5 Folgen)
- 1958: 26 Men (Fernsehserie, 2 Folgen)
- 1958: Erwachsen müßte man sein (Leave It to Beaver, Fernsehserie, Folge 1x26)
- 1959–1961: Die Unbestechlichen (The Untouchables, Fernsehserie, 11 Folgen)
- 1961: Alfred Hitchcock präsentiert (Alfred Hitchcock Presents, Fernsehserie, Folge 6x25)
- 1961: Urteil von Nürnberg (Judgment at Nuremberg)
- 1961–1963: The Andy Griffith Show (Fernsehserie, 11 Folgen)
- 1963: Meine drei Söhne (My Three Sons, Fernsehserie, Folge 3x26 Schwein muß man haben)
- 1964: Sieben Tage im Mai (Seven Days in May)
- 1965: Der schnellste Colt von River Falls (Requiem for a Gunfighter)
- 1965: Das große Rennen rund um die Welt (The Great Race)
- 1965: Colorado Saloon 12 Uhr 10 (The Bounty Killer)